# Oulad Fares El Halla
Oulad Fares El Halla  (in arabo أولاد فارس الحلة‎?) è un centro abitato e comune rurale del Marocco situato nella provincia di Settat, regione di Casablanca-Settat. Conta una popolazione di 3 021 abitanti (censimento 2014).